# Старі Липи
Старі Липи (рос. Старые Липы) — присілок в Локнянському районі Псковської області Російської Федерації.
Населення становить 114 осіб. Входить до складу муніципального утворення Михайловская волость.

## Історія
Від 2015 року входить до складу муніципального утворення Михайловская волость.

## Населення
| 2001 | 2002 | 2010 |
| ---- | ---- | ---- |
| 72   | ↘60  | ↗114 |